# مارفل ضد كابكوم
مارفل ضد كابكوم (باليابانية: マーヴル VS カプコン) (بالإنجليزية: Marvel vs. Capcom)‏ هي سلسلة من ألعاب القتال المتقاطعة التي طورتها ونشرتها كابكوم، وتضم شخصيات من ألعاب الفيديو الخاصة بهم، وسلسلة كتب هزلية نشرتها شركة مارفل كومكس. نشأت السلسلة على أنها ألعاب آركيد تعمل بقطع النقود المعدنية، على الرغم من أن الإصدارات اللاحقة سيتم تطويرها خصيصًا لوحدات التحكم المنزلية، والأجهزة المحمولة يدويا، والحاسوب الشخصي.
تعتمد طريقة اللعب الخاصة بها بشكل كبير على ألعاب القتال السابقة المرخصة من شركة مارفل، ومع ذلك، بدلاً من التركيز على القتال الفردي، تضمنت الألعاب معارك فريق العلامات. يشكل اللاعبون فرقًا مكونة من شخصين أو ثلاثة، ويسيطرون على مقاتل واحد في كل مرة، ويحاولون إلحاق الضرر بخصومهم وضربهم. يمكن للاعبين تبديل شخصياتهم أثناء المباراة، مما يسمح لأعضاء الفريق بتجديد صحتهم وإطالة قدرتهم على القتال. تتميز طريقة لعب هذه السلسلة أيضًا عن امتيازات ألعاب القتال الأخرى نظرًا لميكانيكا مساعدة الشخصية والتركيز على القتال الجوي.
تلقت السلسلة تقييمات إيجابية بشكل عام من النقاد، الذين أشادوا بطريقة اللعب سريعة الخطى، والمرئيات المتحركة، ووفرة الشخصيات القابلة للعب. من ناحية أخرى، تعرّضت الألعاب لانتقادات بسبب افتقارها للمحتوى، خاصة الإصدارات الأحدث. حظيت السلسلة بجاذبية واسعة، خاصة في الأسواق خارج اليابان، حيث بيعت أكثر من 9 ملايين وحدة اعتبارا من 2019.

## الألعاب
| 1996 | إكس مان ضد ستريت فايتر                |
| 1997 | مارفل سوبر هيروس ضد ستريت فايتر       |
| 1998 | مارفل ضد كابكوم: كلاش أوف سوبر هيروس  |
| 1999 |                                       |
| 2000 | مارفل ضد كابكوم 2: عصر الأبطال الجديد |
| 2001 |                                       |
| 2002 |                                       |
| 2003 |                                       |
| 2004 |                                       |
| 2005 |                                       |
| 2006 |                                       |
| 2007 |                                       |
| 2008 |                                       |
| 2009 |                                       |
| 2010 |                                       |
| 2011 | مارفل ضد كابكوم 3: مصير عالمين        |
| 2011 | ألتيميت مارفل ضد كابكوم 3             |
| 2012 | مارفل ضد كابكوم أوريجينز              |
| 2013 |                                       |
| 2014 |                                       |
| 2015 |                                       |
| 2016 |                                       |
| 2017 | مارفل ضد كابكوم: إنفنيت               |

- إكس مان ضد ستريت فايتر (X-Men vs. Street Fighter)، تم إصدارها في البداية كلعبة أركيد في عام 1996.[1] تم حمل اللعبة لاحقًا إلى سيغا ساترن في عام 1997، وبلاي ستيشن في عام 1998.[2][3] لقد أسست اتفاقيات اللعب الأساسية للسلسلة من خلال الجمع بين ميزات ستريت فايتر وميزات فريق العلامات.[4]
- مارفل سوبر هيروس ضد ستريت فايتر (Marvel Super Heroes vs. Street Fighter)، تم إصدارها كلعبة أركيد في عام 1997.[1] ثم تم نقلها إلى سيغا ساترن في عام 1998، وبلاي ستيشن في عام 1999.[5][6] وسعت اللعبة القائمة القابلة للعب إلى عالم مارفل الأكبر، حيث قدمت شخصيات مثل كابتن أمريكا والرجل الأخضر وسبايدرمان.[4] كانت مسؤولة أيضًا عن إدخال تحركات مساعدة الشخصية إلى الامتياز، وهو عنصر من عناصر اللعب الذي سيؤثر في المستقبل على مارفل ضد كابكوم.[7]
- مارفل ضد كابكوم: كلاش أوف سوبر هيروس (Marvel vs. Capcom: Clash of Super Heroes)، صدرت لأول مرة كلعبة أركيد في عام 1998.[1] سرعان ما انتقلت إلى دريم كاست وبلاي ستيشن في عام 1999.[8] بدلاً من استخدام شخصيات ستريت فايتر، تضمنت اللعبة شخصيات من امتيازات ألعاب فيديو كابكوم الأخرى، مثل ميغا مان وموريغان وسترايدر هيريو.[4] أزالت السلسلة ميزة مساعدة الشخصية المستخدمة في السلسلة السابقة، واستعملت نظامها الخاص، والذي قام بتخصيص شخصيات زائرة بشكل عشوائي لكل لاعب.[9]
- مارفل ضد كابكوم 2: عصر الأبطال الجديد (Marvel vs. Capcom 2: New Age of Heroes)، تم إصدارها كلعبة أركيد عام 2000، وتم نقلها إلى دريم كاست في العام نفسه.[10][11] انتقلت اللعبة إلى بلاي ستيشن 2 وإكس بوكس في عام 2002.[12][13] ثم أعيد إصدارها لإكس بوكس 360 وبلاي ستيشن 3 من خلال إكس بوكس لايف آركيد وبلاي ستيشن نيتورك، على التوالي، في عام 2009.[14] أخيرًا، تم إصدار نسخة لأجهزة آي أو إس في عام 2012.[15] تضم السلسلة قائمة كبيرة قابلة للعب، وأعادت استخدام ميزات المساعدة من السلسلة السابقة، كما غيّرت نظام القتال اثنين ضد اثنين إلى ثلاثة ضد ثلاثة.[16]
- مارفل ضد كابكوم 3: مصير عالمين (Marvel vs. Capcom 3: Fate of Two Worlds)، تم إصدارها لجهاز بلاي ستيشن 3 وإكس بوكس 360 في عام 2011.[17] انتقلت النقوش المتحركة التقليدية للسلسلة إلى نماذج شخصية ثلاثية الأبعاد مع الاحتفاظ بنمط القتال ثنائي الأبعاد.[4] تتضمن اللعبة العديد من ميزات اللعب المصممة لجعلها أكثر سهولة للاعبين الجدد، مثل إضافات آلية العودة ونظام تحكم أكثر بساطة.[18]
- ألتيميت مارفل ضد كابكوم 3 (Ultimate Marvel vs. Capcom 3)، هي إصدار مستقل من السلسلة. تم إصدارها لـبلاي ستيشن 3 وبلاي ستيشن فيتا وإكس بوكس 360 في عام 2011.[19][20] تم إصدار اللعبة أيضًا لجهاز بلاي ستيشن 4 عبر بلاي ستيشن نيتورك في عام 2016؛ تم اتباع إصدارات إكس بوكس ون عبر إكس بوكس لايف آركيد، ومايكروسوفت ويندوز عبر ستيم في عام 2017.[21] تتميز اللعبة بشخصيات ومراحل وأوضاع جديدة وتحسينات أخرى لتحسين توازن اللعبة ووظائف الإنترنت.[22]
- مارفل ضد كابكوم أوريجينز (Marvel vs. Capcom Origins)، وهي لعبة تجميع تتضمن مارفل سوبر هيروس ومارفل ضد كابكوم: كلاش أوف سوبر هيروس، تم إصدارها لجهاز بلاي ستيشن 3 وإكس بوكس 360، من خلال بلاي ستيشن نيتورك وإكس بوكس لايف آركيد، على التوالي، في عام 2012.[23] تتميز اللعبة بصور عالية الدقة، ومتعددة اللاعبين عبر الإنترنت، وتحديات ديناميكية، وإمكانية إلغاء القفل.[23]
- مارفل ضد كابكوم: إنفنيت (Marvel vs. Capcom: Infinite)، تم إصدارها في عام 2017 لأجهزة بلاي ستيشن 4 وإكس بوكس ون ومايكروسوفت ويندوز.[24][25] تتميز اللعبة بمعارك اثنين ضد اثنين، على غرار ألعاب مارفل ضد كابكوم.[25][26] تطبق اللعبة أيضًا آلية لعب تتضمن الأحجار اللامتناهية، والتي تمنح اللاعبين قدرات فريدة وترقيات اعتمادًا على نوع الحجر المختار.[26] إنها أول لعبة تتميز بوضع القصة السينمائي.

### وسائظ ذات الصّلة
في عام 2011، ظهرت سلسلة من الميني ميت (Minimates) على أساس الشخصيات القابلة للعب في سلسلة مارفل ضد كابكوم 3: مصير عالمين، التي صدرت بواسطة (Art Asylum).
نشر استوديو أدون للترفيه (Udon Entertainment) مارفل ضد كابكوم: كتاب رسمي للأعمال الفنية الكاملة، يتكون من أعمال فنية ترويجية ورسومات ومواد إضافية من تعاونات ألعاب الفيديو بين مارفل وكابكوم، بدءًا من لعبة الآركيد ذا بونيشر (التي صدرت سنة 1993) إلى ألتيميت مارفل ضد كابكوم 3. يحتوي على مساهمات من مجموعة متنوعة من الفنانين والرسامين، بما في ذلك أكيرا ياسودا وآدم وارن وتاكيشي ميازاوا وغيرهم. ظهر لأول مرة دوليًا في سان دييغو كومك كون إنترناشونال في 11 يوليو 2012، في إصدار غلاف مقوى حصري. كما تميز الغلاف الصلب بغطاء ملتف صممه استوديو أدون وفنان كابكوم ألفين لي، ورسمه رقمياً غينزومان في أودون. تم إصدار غلاف ورقي بتنسيق قياسي في نوفمبر 2012 بواسطة شركة دايموند كوميكس (Diamond Comics).

## اللعب
طريقة اللعب الأساسية لسلسلة مارفل ضد كابكوم مشتقة في الأصل من لعبتي إكس مان: أبناء الذرة ومارفل سوبر هيورس. يتنافس اللاعبون في المعركة باستخدام شخصيات ذات حركات فريدة وهجمات خاصة. باستخدام مجموعة من حركات عصا التحكم والضغط على الأزرار، يجب على اللاعبين تنفيذ حركات مختلفة لإلحاق الضرر بخصمهم واستنفاد نقاط حياتهم. ومع ذلك، على عكس اللعبتين المذكورتين أعلاه، والتي تركز على القتال الفردي، فإن لعبة مارفل ضد كابكوم تدور حول القتال القائم على الفريق. بدلاً من اختيار شخصية واحدة، يختار اللاعبون شخصيات متعددة لتشكيل فرق من شخصين أو ثلاثة. يتم منح كل شخصية في الفريق نقاط حياتها الخاص. يتحكم اللاعبون في شخصية واحدة في كل مرة، بينما ينتظر الآخرون خارج الشاشة. يمكن للاعبين أيضًا التبديل بين شخصياتهم في أي وقت أثناء المباراة. عندما تتعرض الشخصيات للضّرر، ستتحول أجزاء من نقاط حياتها إلى اللون الأحمر، والمعروف باسم «الصحة الحمراء». ستعمل الشخصيات المُتوقّفة خارج الشاشة على تجديد صحتها الحمراء ببطء، مما يسمح للاعبين بالتنقل بين أعضاء فريقهم وإطالة قدرتهم على القتال. علاوة على ذلك، عندما تتعامل الشخصيات وتتلقى الضرر، سوف يملأ تدريجياً عداد ملون في أسفل الشاشة يُعرف باسم (Hyper Combo Gauge). من خلال استعمال (Hyper Combo Gauge) الخاص بهم، يمكن للاعبين تنفيذ (Hyper Combos)، وهي عبارة عن هجمات سينمائية قوية تلحق أضرارًا جسيمة بالخصم، بالإضافة إلى العديد من التقنيات الخاصة الأخرى. إذا فقدت إحدى الشخصيات كل نقاط صحتها، يتم طردها وسيبدأ المقاتل المتاح التالي في اللعب تلقائيًا.
كل سلسلة من لعبة مارفل ضد كابكوم أضافت أو أزالت ميزة أو غيرت عناصر اللعب على مدار تاريخ السلسلة. فسلسلة إكس مان ضد ستريت فايتر أضافت ميزات فريق علامة اثنين على اثنين. ومارفل سوبر هيروس ضد ستريت فايتر قدّمت مفهوم «المساعدة» بالسماح للاعب باستدعاء شريكه خارج الشاشة لأداء حركة خاصة دون تبديل الشخصيات. تم استبدال هذه الميزة في مارفل ضد كابكوم: كلاش أوف سوبر هيروس، التي قامت بدلاً من ذلك بتخصيص شخصية ضيف غير قابلة للعب بشكل عشوائي مع حركة مساعدة محددة مسبقًا قبل كل مباراة؛ بالإضافة إلى ذلك، اقتصرت المساعدة على عدد قليل من الاستخدامات في كل جولة. مارفل ضد كابكوم 2 زادت أيضًا عدد الشخصيات لكل فريق بواحد، مما يوفر تنسيق معركة ثلاثة على ثلاثة. قدّمت مارفل ضد كابكوم 3: مصير عالمين (comeback mechanic)، الذي يُوفّر زيادة في والسرعة وتجديد الصحة الحمراء لفترة محدودة عند التنشيط. مارفل ضد كابكوم: لانهائي عادت إلى معارك الشريكين ضد اثنين، وأزالت تمريرات الشخصية التقليدية. تطبق أيضًا الأحجار اللامتناهية كآلية لعب، حيث تمنح كل واحدة من الأحجار الستة قدرات فريدة وتحسينات للاعب.
عنصر آخر في طريقة اللعب يساعد على التمييز بين مارفل ضد كابكوم وألعاب القتال الأخرى هي تركيزها على القتال الجوي. كل شخصية في مارفل ضد كابكوم تُمنح حركة (Launcher)، والتي ترسل تجعل الخصم يطير في الهواء. يمكن للاعب بعد ذلك أن يختار المتابعة على الفور باستخدام «قفزة فائقة»، والتي تسمح للشخصية بالقفز أعلى بكثير من المعتاد، من أجل مواصلة الـ (Combo)؛ تسمى هذه المجموعات المحمولة جوا (Air Combos) أو (Aerial Raves). قدمت مارفل ضد كابكوم 3 ميزة طريقة اللعب المعروفة باسم (Team Aerial Combo) أو (Aerial Exchange)، مما يمنح اللاعبين الفرصة لتوسيع مجموعاتهم الجوية بشكل أكبر عن طريق وضع علامات بسرعة على شخصياتهم الأخرى وهم في الهواء.
نظرًا لأن فلسفة تصميم كابكوم للسلسلة قد تغيرت لجذب جمهور أوسع، فقد تم تعديل مخطط التحكم بشكل متكرر لاستيعاب الأشخاص الأقل دراية بنوع لعبة القتال. استخدمت الأقساط الثلاثة الأولى التصميم نفسه المكون من ستة أزرار هجوم، مفصولة بثلاثة أزواج من الضربات والركلات الخفيفة والمتوسطة والصعبة. في مارفل ضد كابكوم 2، من أجل تسهيل الوصول إلى اللعبة، تم تعديل التصميم إلى أربعة أزرار هجوم، تتكون من زوجين من اللكمات والركلات الخفيفة والثقيلة، واثنين من أزرار المساعدة المخصصة. تم تبسيط نظام التحكم بشكل أكبر مع إصدار مارفل ضد كابكوم 3، والتي تضمنت ثلاثة أزرار للهجوم مخصصة للهجمات الخفيفة والمتوسطة والقاسية غير المحددة، وزريّ مساعدة، و «زر التبادل» المستخدم لأداء قاذفات القنابل والتبديل بين الشخصيات أثناء المجموعات الجوية. بالإضافة إلى ذلك، فإن مارفل ضد كابكوم 3 تضمّنت خيارين مختلفين لنظام التحكم: الوضع العادي والوضع البسيط. الوضع البسيط، المصمم للاعبين العاديين، يسمح للاعبين بأداء حركات خاصة ومجموعات (Hyper) بضغطة زر واحدة على حساب تحديد مجموعة الحركات المتاحة للشخصية.

## الشخصيات
ضمّت مارفل ضد كابكوم أكثر من 100 مقاتل قابل للعب، مستمدين أساسًا من سلسلة كتب هزلية نشرتها شركة مارفل كوميكس وألعاب الفيديو التي طورتها وأنتجتها كابكوم. قدمت الألعاب بعض الشخصيات الأصلية، والتي تشمل نوريمارو (Norimaro) من مارفل سوبر هيورس ضد ستريت فايتر، وأمينغو (Amingo) وروبي هيرت (Ruby Heart) وسون سون (SonSon) من مرافل ضد كابكوم 2: عصر الأبطال الجديد. بالإضافة إلى طاقم الممثلين القابل للعب، تظهر شخصيات أخرى من عوالم مارفل وكابكوم في الألعاب بقدرات مختلفة. تتضمن كُلّ من مارفل سوبر هيروس ضد ستريت فايتر ومارفل ضد كابكوم: كلاش أوف سوبر هيروس شخصيات سرية يمكن لعبها عن طريق إدخال تسلسلات محددة من حركات عصا التحكم على شاشة تحديد الشخصية. تحتوي لعبة كلاش أوف سوبر هيروس أيضًا على شخصيات استدعاء غير قابلة للعب كجزء من نظام المساعدة (شخصية الضيف / الشريك الخاص).
العديد من إصدارات مارفل ضد كابكوم تسمح أيضًا للاعبين بالقتال كشخصيات رئيسية في الألعاب في أوضاع لعب خاصة، باستثناء (Abyss) من مارفل ضد كابكوم 2. تظهر الشخصيات التي لم تكن قابلة للعب بشكل متكرر ظهور الكاميو في مشاهد الألعاب والخلفيات. أخيرًا، يتم عرض العديد من شخصيات مارفل وكابكوم غير القابلة للعب على أنها «بطاقات قدرة» في وضع لعبة (Heroes and Heralds) في ألتيميت مارفل ضد كابكوم 3. من بين جميع الشخصيات القابلة للعب، فإن ريو وتشن لي هما الوحيدان اللذان ظهرا في كل لعبة تم إصدارها حتى الآن.
| الشخصيات         | الجانب  | XvSF         | MSHvSF       | MvC          | مارفل ضد كابكوم 2: عصر الأبطال الجديد | مارفل ضد كابكوم 3: مصير عالمين | UMvC3        | MvCI |
| ---------------- | ------- | ------------ | ------------ | ------------ | ------------------------------------- | ------------------------------ | ------------ | ---- |
| أكوما            | كابكوم  | Yes          | [ ملاحظة 1 ] | [ ملاحظة 2 ] | Yes                                   | Yes                            | Yes          | No   |
| ألبرت ويسكر      | كابكوم  | No           | No           | No           | No                                    | Yes                            | Yes          | No   |
| أماتيراسو        | كابكوم  | No           | No           | No           | No                                    | Yes                            | Yes          | No   |
| أمينغو           | كابكوم  | No           | No           | No           | Yes                                   | No                             | No           | No   |
| أناكاريس         | كابكوم  | No           | No           | No           | Yes                                   | No                             | No           | No   |
| أبوكاليبس        | مارفل   | [ ملاحظة 1 ] | [ ملاحظة 1 ] | No           | No                                    | No                             | No           | No   |
| أرثور            | كابكوم  | No           | No           | No           | No                                    | Yes                            | Yes          | Yes  |
| بي بي هود        | كابكوم  | No           | No           | No           | Yes                                   | No                             | No           | No   |
| بلاك هيرت        | مارفل   | No           | [ ملاحظة 3 ] | No           | Yes                                   | No                             | No           | No   |
| النمر الأسود     | مارفل   | No           | No           | No           | No                                    | No                             | No           | DLC  |
| بلاك ويدو        | مارفل   | No           | No           | No           | No                                    | No                             | No           | DLC  |
| كيبل             | مارفل   | No           | No           | No           | Yes                                   | No                             | No           | No   |
| كامي             | كابكوم  | Yes          | No           | No           | Yes                                   | No                             | No           | No   |
| كابتن أمريكا     | مارفل   | No           | [ ملاحظة 3 ] | Yes          | Yes                                   | Yes                            | Yes          | Yes  |
| كابتن كوموندو    | كابكوم  | No           | No           | Yes          | Yes                                   | No                             | No           | No   |
| كابتن مارفل      | مارفل   | No           | No           | No           | No                                    | No                             | No           | Yes  |
| شارلي ناش        | كابكوم  | Yes          | [ ملاحظة 3 ] | No           | Yes                                   | No                             | No           | No   |
| كريس ريدفيلد     | كابكوم  | No           | No           | No           | No                                    | Yes                            | Yes          | Yes  |
| تشن لي           | كابكوم  | Yes          | Yes          | [ ملاحظة 3 ] | Yes                                   | Yes                            | Yes          | Yes  |
| كولوسوس          | مارفل   | No           | No           | No           | Yes                                   | No                             | No           | No   |
| كريمسون فايبر    | كابكوم  | No           | No           | No           | No                                    | Yes                            | Yes          | No   |
| سايكلوبس         | مارفل   | Yes          | Yes          | No           | Yes                                   | No                             | No           | No   |
| دان هبيكي        | كابكوم  | No           | Yes          | No           | Yes                                   | No                             | No           | No   |
| دانتي            | كابكوم  | No           | No           | No           | No                                    | Yes                            | Yes          | Yes  |
| ديدبول           | مارفل   | No           | No           | No           | No                                    | Yes                            | Yes          | No   |
| دالسيم           | كابكوم  | Yes          | Yes          | No           | Yes                                   | No                             | No           | No   |
| دكتور دوم        | مارفل   | No           | No           | No           | Yes                                   | Yes                            | Yes          | No   |
| دكتور سترينج     | مارفل   | No           | No           | No           | No                                    | No                             | Yes          | Yes  |
| دورمامو          | مارفل   | No           | No           | No           | No                                    | Yes                            | Yes          | Yes  |
| فيليسيا          | كابكوم  | No           | No           | No           | Yes                                   | Yes                            | Yes          | No   |
| فايربراند        | كابكوم  | No           | No           | No           | No                                    | No                             | Yes          | Yes  |
| فرانك ويست       | كابكوم  | No           | No           | No           | No                                    | No                             | Yes          | Yes  |
| غالاكتوس         | مارفل   | No           | No           | No           | No                                    | No                             | [ ملاحظة 1 ] | No   |
| غامبيت           | مارفل   | Yes          | No           | Yes          | Yes                                   | No                             | No           | No   |
| غامورا           | مارفل   | No           | No           | No           | No                                    | No                             | No           | Yes  |
| غوست رايدر       | مارفل   | No           | No           | No           | No                                    | No                             | Yes          | Yes  |
| غايل             | كابكوم  | No           | No           | No           | Yes                                   | No                             | No           | No   |
| عين الصقر        | مارفل   | No           | No           | No           | No                                    | No                             | Yes          | Yes  |
| هاياتو كانزاكي   | كابكوم  | No           | No           | No           | Yes                                   | No                             | No           | No   |
| هسين كو          | كابكوم  | No           | No           | No           | No                                    | Yes                            | Yes          | No   |
| الرجل الأخضر     | مارفل   | No           | Yes          | [ ملاحظة 3 ] | Yes                                   | Yes                            | Yes          | Yes  |
| أيس مان          | مارفل   | No           | No           | No           | Yes                                   | No                             | No           | No   |
| آيرون فيست       | مارفل   | No           | No           | No           | No                                    | No                             | Yes          | No   |
| الرجل الحديدي    | مارفل   | No           | No           | No           | Yes                                   | Yes                            | Yes          | Yes  |
| جيداه دوهما      | كابكوم  | No           | No           | No           | No                                    | No                             | No           | Yes  |
| جيل فالنتاين     | كابكوم  | No           | No           | No           | Yes                                   | DLC                            | DLC          | No   |
| جين ساوتومي      | كابكوم  | No           | No           | Yes          | Yes                                   | No                             | No           | No   |
| جوغيرنو          | مارفل   | Yes          | No           | No           | Yes                                   | No                             | No           | No   |
| كن ماسترز        | كابكوم  | Yes          | Yes          | [ ملاحظة 2 ] | Yes                                   | No                             | No           | No   |
| ماغنيتو          | مارفل   | Yes          | No           | No           | Yes                                   | Yes                            | Yes          | No   |
| مارو             | مارفل   | No           | No           | No           | Yes                                   | No                             | No           | No   |
| إم. بايسون       | كابكوم  | Yes          | Yes          | No           | Yes                                   | No                             | No           | No   |
| ميغا مان         | كابكوم  | No           | No           | Yes          | Yes                                   | No                             | No           | No   |
| مايك هاغار       | كابكوم  | No           | No           | No           | No                                    | Yes                            | Yes          | Yes  |
| مودوك            | مارفل   | No           | No           | No           | No                                    | Yes                            | Yes          | No   |
| مونستر هانتر     | كابكوم  | No           | No           | No           | No                                    | No                             | No           | DLC  |
| موريغان أينسلاند | كابكوم  | No           | No           | [ ملاحظة 3 ] | Yes                                   | Yes                            | Yes          | Yes  |
| ناثان سبينسر     | كابكوم  | No           | No           | No           | No                                    | Yes                            | Yes          | Yes  |
| نمسيس            | كابكوم  | No           | No           | No           | No                                    | No                             | Yes          | Yes  |
| نورمارو          | —       | No           | [ ملاحظة 4 ] | No           | No                                    | No                             | No           | No   |
| نوفا             | مارفل   | No           | No           | No           | No                                    | No                             | Yes          | Yes  |
| أوميغا ريد       | مارفل   | No           | Yes          | No           | Yes                                   | No                             | No           | No   |
| أونسلوت          | مارفل   | No           | No           | [ ملاحظة 1 ] | No                                    | No                             | No           | No   |
| جين غراي         | مارفل   | No           | No           | No           | No                                    | Yes                            | Yes          | No   |
| فينيكس ورايت     | كابكوم  | No           | No           | No           | No                                    | No                             | Yes          | No   |
| سايلوك           | مارفل   | No           | No           | No           | Yes                                   | No                             | No           | No   |
| روكيت راكون      | مارفل   | No           | No           | No           | No                                    | No                             | Yes          | Yes  |
| روغ              | مارفل   | Yes          | No           | No           | Yes                                   | No                             | No           | No   |
| رول              | كابكوم  | No           | No           | Yes          | Yes                                   | No                             | No           | No   |
| روبي هيرت        | كابكوم  | No           | No           | No           | Yes                                   | No                             | No           | No   |
| ريو              | كابكوم  | Yes          | Yes          | Yes          | Yes                                   | Yes                            | Yes          | Yes  |
| سابريتوت         | مارفل   | Yes          | No           | No           | Yes                                   | No                             | No           | No   |
| ساكورا كاسوغانو  | كابكوم  | No           | [ ملاحظة 3 ] | No           | Yes                                   | No                             | No           | No   |
| سينتنال          | مارفل   | No           | No           | No           | Yes                                   | Yes                            | Yes          | No   |
| سيرفبوت          | كابكوم  | No           | No           | No           | Yes                                   | No                             | No           | No   |
| شي هولك          | مارفل   | No           | No           | No           | No                                    | Yes                            | Yes          | No   |
| شوما غورات       | مارفل   | No           | Yes          | No           | Yes                                   | DLC                            | DLC          | No   |
| سيغما            | كابكوم  | No           | No           | No           | No                                    | No                             | No           | DLC  |
| سيلفر ساموراي    | مارفل   | No           | No           | No           | Yes                                   | No                             | No           | No   |
| سون سون          | كابكوم  | No           | No           | No           | Yes                                   | No                             | No           | No   |
| سبايدر مان       | مارفل   | No           | [ ملاحظة 3 ] | Yes          | Yes                                   | Yes                            | Yes          | Yes  |
| سبيرال           | مارفل   | No           | No           | No           | Yes                                   | No                             | No           | No   |
| ستورم            | مارفل   | Yes          | No           | No           | Yes                                   | Yes                            | Yes          | No   |
| سترايدر هيريو    | كابكوم  | No           | No           | Yes          | Yes                                   | No                             | Yes          | Yes  |
| سوبر سكرول       | مارفل   | No           | No           | No           | No                                    | Yes                            | Yes          | No   |
| تاسكماستر        | مارفل   | No           | No           | No           | No                                    | Yes                            | Yes          | No   |
| ثانوس            | مارفل   | No           | No           | No           | Yes                                   | No                             | No           | Yes  |
| ثور              | مارفل   | No           | No           | No           | No                                    | Yes                            | Yes          | Yes  |
| تريش             | كابكوم  | No           | No           | No           | No                                    | Yes                            | Yes          | No   |
| ترون بون         | كابكوم  | No           | No           | No           | Yes                                   | Yes                            | Yes          | No   |
| أولترون          | مارفل   | No           | No           | No           | No                                    | No                             | No           | Yes  |
| فينوم            | مارفل   | No           | No           | [ ملاحظة 3 ] | Yes                                   | No                             | No           | DLC  |
| فيرجيل           | كابكوم  | No           | No           | No           | No                                    | No                             | Yes          | No   |
| فيوتيفول جو      | كابكوم  | No           | No           | No           | No                                    | Yes                            | Yes          | No   |
| وور ماشين        | مارفل   | No           | No           | [ ملاحظة 3 ] | Yes                                   | No                             | No           | No   |
| باكي بارنز       | مارفل   | No           | No           | No           | No                                    | No                             | No           | DLC  |
| وولفرين          | مارفل   | Yes          | Yes          | Yes          | [ ملاحظة 5 ]                          | Yes                            | Yes          | No   |
| إكس              | كابكوم  | No           | No           | No           | No                                    | No                             | No           | Yes  |
| إكس-23           | مارفل   | No           | No           | No           | No                                    | Yes                            | Yes          | No   |
| زانغييف          | كابكوم  | Yes          | [ ملاحظة 3 ] | Yes          | Yes                                   | No                             | No           | No   |
| زيرو             | كابكوم  | No           | No           | No           | No                                    | Yes                            | Yes          | Yes  |
| المجموع          | المجموع | 18           | 20           | 17           | 56                                    | 38                             | 51           | 36   |

ملاحظات
1. 1 2 3 4 5  يمكن للاعبين القتال كشخصيات نهائية مثل أبوكاليبس وسايبر أكوما وغالاكتوس وأونسلاوت ضد موجات من الأعداء الذين يتحكم فيهم الذكاء الاصطناعي في أوضاع الزعماء الخاصة بألعابهم.
2. 1 2  في لعبة مارفل ضد كابكوم: كلاش أوب سوبر هيروس، ريو لديه قدرة تسمى "التغيير الكامل"، والتي تسمح له بتغيير مجموعة حركاته إلى كين أو أكوما.
3. 1 2 3 4 5 6 7 8 9 10 11  إصدارات بديلة متبادلة من بلاك هيرت (ميفيستو)، وكابتن أمريكا (يو إس آيجنت)، وشارلي (شادو)، وتشن لي (شادو ليدي)، وهالك (أورانج هالك)، وموريغان (ليليث)، وساكورا (سانبورنيد ساكورا)، و سبايدر مان (سبايدر مان المدرع)، وفينوم (هايبر فينوم)، وور ماشين (ميغا وور ماشين)، وزانغييف (ميك زانغييف) تظهر كشخصيات سرية.
4. ↑  نوريمارو هو حصري لألعاب الآركيد اليابانية، وإصدارات وحدة التحكم من مارفل سوبر هيروس ضد ستريت فايتر.
5. ↑  تظهر نسخة بديلة من وولفرين (Wolverine)، تسمى (Bone Claw Wolverine)، كشخصية منفصلة قابلة للعب في لعبة مارفل ضد كابكوم 2: عصر الأبطال الجديد
6. ↑  تتضمن إجمال الشخصيات الرئيسية القابلة للعب وشخصيات قلبلة للتحميل، متى أمكن ذلك.

## التاريخ

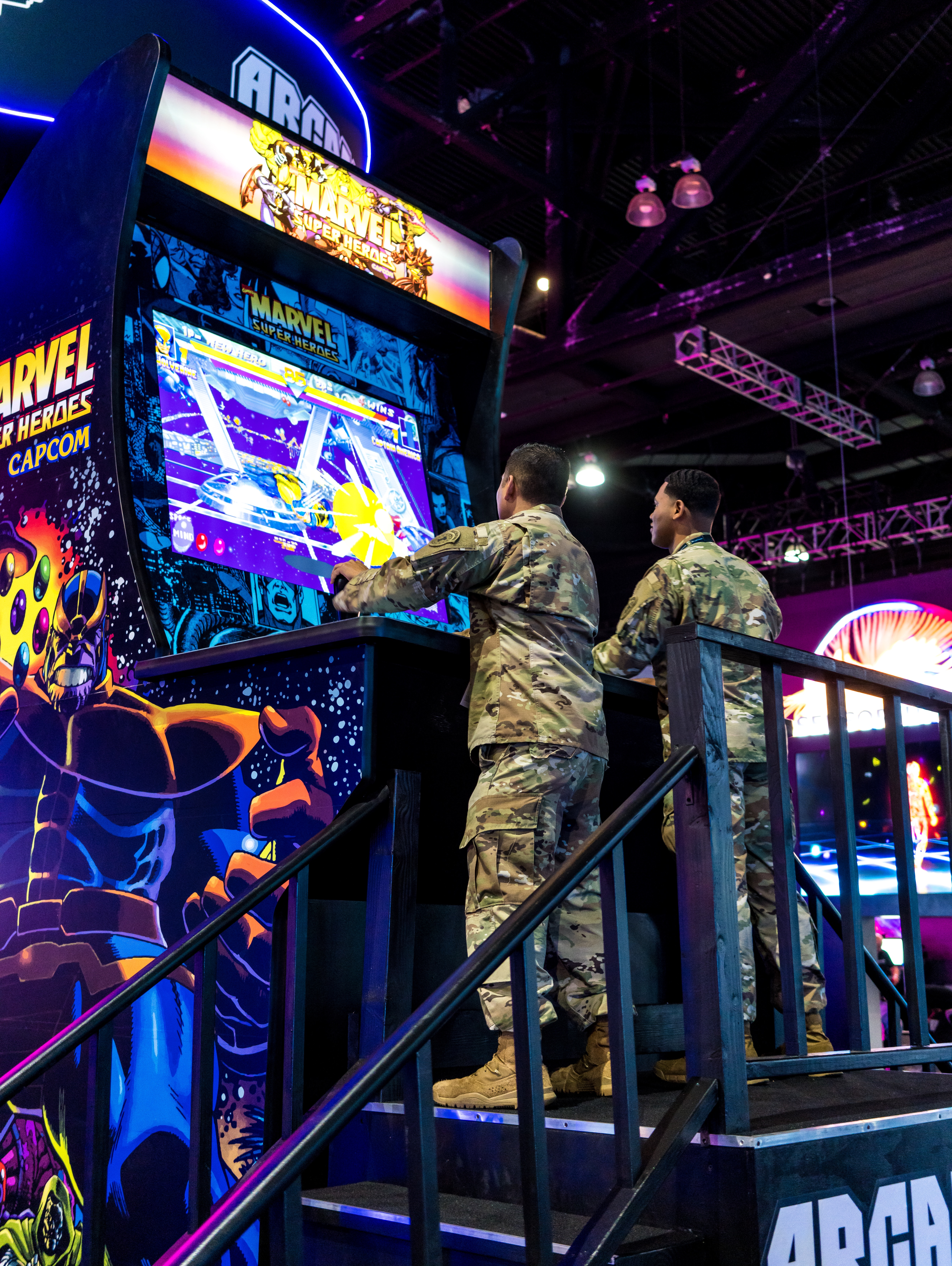
لعبة مارفل سوبر هيروس في معرض الترفيه الإلكتروني 2019

بدأت شراكة كابكوم مع مارفل كوميكس في عام 1993 بإصدار لعبة (ذا بوشينر- المُعاقب)، وهي لعبة أركيد بيتم أب بناءً على سلسلة الكتب المصورة التي تحمل الاسم نفسه. ثم ابتكرت كابكوم أول لعبة قتالية مرخصة من مارفل، إكس مان: أبناء الذرة، في عام 1994. سرعان ما تبعها مارفل سوبر هيروز في عام 1995. العديد من آليات اللعب المستخدمة في مارفل ضد كابكوم تم تطويرها لأول مرة في هاتين اللعبتين القتاليتين، لتكون بمثابة مقدمة لهذه السلسلة. في عام 2011، صرح سيث كيليان، مدير التسويق الاستراتيجي لـكابكوم آنذاك في المجتمع عبر الإنترنت والمجتمع، أن العديد من هواة ألعاب القتال، بمن فيهم هو نفسه، يعتبرون أنفسهم قد وضعوا الأساس لهذه السلسلة
يُزعم أن فكرة تنفيذ فرق العلامات مستوحاة من بيضة عيد الفصح من لعبة القتال الخاصة بشركة كابكوم عام 1995 ستريت فايتر ألفا: ووريورز دريم. في وضع (معركة درامية) السري، تمكن لاعبان يتحكمان في ريو وكن ماسترز، من محاربة إم. بايسون التي يتحكم فيها الذكاء الاصطناعي في الوقت نفسه. ظهرت اللعبة لأول مرة في الأروقة اليابانية في عام 1996، مما أدّى إلى إنشاء أسلوب اللعب الجماعي سريع الخطى للسلسلة. استلهمت بيضة عيد الفصح نفسها من تسلسل المعركة النهائي من ستريت فايتر 2: ذا أنيميتد موف (قتال الشوارع الثاني: فيلم الرسوم المتحركة) والتي تضمنت مشهد قتال مشابه. إدراكاً لتفرد مفهوم العمل الجماعي، بدأت كابكوم العمل في مشروعها التالي. بعد مشاريع الترخيص السابقة مع شيلدرن أوف ذا أتوم - أبناء الذرة ومارفل سوبر هيرو، قررت الشركة الجمع بين امتياز مارفل إكس مان وامتياز ستريت فايتر الخاص بهم ومفهومهم الجماعي، مما أدى إلى إنشاء إكس مان ضد قتال الشوارع.
أُصدر مارفل سوبر هيروز: ضد ستريت فايتر في عام 1997، التي حلت محل أغلب ممثلين إكس مان، بأبطال آخرين من مارفل يونيفيرس وقدمت ميكانيكيا المساعدة الشخصية.[بحاجة لمصدر]مارفل ضد كابكوم: كلاش اوف سوبر هيرو تبعت لاحقاً في عام 1998، حيث استبدلت غالبية طاقم ستريت فايتر بشخصيات من سلسلة ألعاب فيديو كابكوم الأخرى، مثل ميغا مان ودارك ستالكر. في عام 1999، أعلنت كابكوم عن تطوير تكملة أخرى تسمى مارفل ضد كابكوم 2: عصر الأبطال الجديد. أعادت مارفل ضد كابكوم 2، إعادة استخدام الأصول بشكل كبير من الألعاب السابقة التي طورتها كابكوم، بما في ذلك ستريت فايتر ألفا ودارك ستالكر والعناوين السابقة مارفل ضد كابكوم، مما أدى إلى قائمة كبيرة من 56 شخصية قابلة للعب.
بعد فترة وجيزة من إطلاق منافذ بلاي ستيشن 2 وإكس بوكس لـمارفل ضد كابكوم 2، فقدت كابكوم استخدام ترخيص مارفل، مما أدى إلى توقف السلسلة إلى أجل غير مسمى. ومع ذلك، مع عودة ظهور نوع ألعاب القتال في عام 2008، ونظراً لنجاح لعبة ستريت فايتر الرابعة، طلب مارفل من كابكوم التعاون معهم مرة أخرى. أعلنت كابكوم عن تطوير الدفعة التالية في سلسلة مارفل ضد كابكوم _ مارفل ضد كابكوم 3: مصير عاَلمين في عام 2010. وأصدرت اللعبة في النهاية في عام 2011. نسخة محدثة من مارفل ضد كابكوم 3 بعنوان ألتيميت مارفل ضد كابكوم 3 أُصدرت في وقت لاحق من نفس العام. وأيضاً أصدرت لعبة التجميع عالية الدقة مارفل ضد كابكوم أوريجنز في عام 2012.
بعد إصدار ألتيميت مارفل ضد كابكوم 3 لـبلاي ستيشن فيتا في عام 2012، اختارت مارفل الشركة الأم الجديدة شركة والت ديزني، التي استحوذت على مارفل في عام 2009، لتقرر عدم تجديد ترخيص كابكوم بأحرف مارفل، وبدلاً من ذلك تختار وضعها في  سلسلة ديزني إنفينيتي المنشورة ذاتيا. نتيجة لذلك، كان على كابكوم سحب كل من ألتيميت مارفل ضد كابكوم 3 ومارفل ضد كابكوم 2 من منصاتها عبر الإنترنت في عام 2013. ومع ذلك، في عام 2016، أعلنت ديزني قرارها بإلغاء سلسلة ديزني إنفينيتي ووقف جهود النشر الذاتي، والتبديل إلى نموذج الترخيص فقط، مما يسمح لهم بترخيص شخصياتهم لمطوري ألعاب تابعين لجهات خارجية، بما في ذلك كابكوم. تم الكشف عن مارفل ضد كابكوم إنفينيتي في عام 2016، ثم تم إصداره في عام 2017.

## الاستقبال
| مارفل ضد كابطوم: أوريغنز |                            |
| --- | -------------------------- |
| الدرجات الإجمالية المجموع نقاط غيم رانكينغز 72% (PS3) [ 57 ] 80% (X360) [ 58 ] ميتاكريتيك 72/100 (PS3) [ 59 ] 78/100 (X360) [ 60 ] |                            |
| الدرجات الإجمالية |                            |
| المجموع | نقاط                       |
| غيم رانكينغز | 72% (PS3) 80% (X360)       |
| ميتاكريتيك | 72/100 (PS3) 78/100 (X360) |

| مارفل ضد كابكوم: انفنيتي |                                        |
| --- | -------------------------------------- |
| الدرجات الإجمالية المجموع نقاط غيم رانكينغز 71% (PS4) [ 61 ] 77% (XONE) [ 62 ] 70% (PC) [ 63 ] ميتاكريتيك 72/100 (PS4) [ 64 ] 77/100 (XONE) [ 65 ] 69/100 (PC) [ 66 ] |                                        |
| الدرجات الإجمالية |                                        |
| المجموع | نقاط                                   |
| غيم رانكينغز | 71% (PS4) 77% (XONE) 70% (PC)          |
| ميتاكريتيك | 72/100 (PS4) 77/100 (XONE) 69/100 (PC) |

| مارفل ضد كابكوم: نيو ايج اف هيرو |                                                                                |
| --- | ------------------------------------------------------------------------------ |
| الدرجات الإجمالية المجموع نقاط غيم رانكينغز 90% (DC) [ 67 ] 76% (PS2) [ 68 ] 67% (Xbox) [ 69 ] 83% (X360) [ 70 ] 86% (PS3) [ 71 ] 61% (iOS) [ 72 ] ميتاكريتيك 90/100 (DC) [ 73 ] 76/100 (PS2) [ 74 ] 65/100 (Xbox) [ 75 ] 82/100 (X360) [ 76 ] 85/100 (PS3) [ 77 ] 64/100 (iOS) [ 78 ] |                                                                                |
| الدرجات الإجمالية |                                                                                |
| المجموع | نقاط                                                                           |
| غيم رانكينغز | 90% (DC) 76% (PS2) 67% (Xbox) 83% (X360) 86% (PS3) 61% (iOS)                   |
| ميتاكريتيك | 90/100 (DC) 76/100 (PS2) 65/100 (Xbox) 82/100 (X360) 85/100 (PS3) 64/100 (iOS) |

| مارفل ضد كابكوم: مصير عالمين |                            |
| --- | -------------------------- |
| الدرجات الإجمالية المجموع نقاط غيم رانكينغز 86% (X360) [ 79 ] 86% (PS3) [ 80 ] ميتاكريتيك 85/100 (X360) [ 81 ] 84/100 (PS3) [ 82 ] |                            |
| الدرجات الإجمالية |                            |
| المجموع | نقاط                       |
| غيم رانكينغز | 86% (X360) 86% (PS3)       |
| ميتاكريتيك | 85/100 (X360) 84/100 (PS3) |

| ألتميت مارفل ضد كابكوم 3 |                                                       |
| --- | ----------------------------------------------------- |
| الدرجات الإجمالية المجموع نقاط غيم رانكينغز 81% (PS3) [ 83 ] 81% (X360) [ 84 ] 82% (Vita) [ 85 ] 79% (PS4) [ 86 ] ميتاكريتيك 80/100 (PS3) [ 87 ] 79/100 (X360) [ 88 ] 80/100 (Vita) [ 89 ] 77/100 (PS4) [ 90 ] |                                                       |
| الدرجات الإجمالية |                                                       |
| المجموع | نقاط                                                  |
| غيم رانكينغز | 81% (PS3) 81% (X360) 82% (Vita) 79% (PS4)             |
| ميتاكريتيك | 80/100 (PS3) 79/100 (X360) 80/100 (Vita) 77/100 (PS4) |

| مارفل ضد كابكوم: كلاش اف سوبر هيرو                                     |                   |
| ---------------------------------------------------------------------- | ----------------- |
| مجموع النقاط المجموع نقاط غيم رانكينغز 80% (DC) [ 91 ] 75% (PS) [ 92 ] |                   |
| مجموع النقاط                                                           |                   |
| المجموع                                                                | نقاط              |
| غيم رانكينغز                                                           | 80% (DC) 75% (PS) |

| مارفل سوبر هيرو: ضد ستريت فايتر                                         |                    |
| ----------------------------------------------------------------------- | ------------------ |
| مجموع النقاط المجموع نقاط غيم رانكينغز 74% (PS) [ 93 ] 77% (SAT) [ 94 ] |                    |
| مجموع النقاط                                                            |                    |
| المجموع                                                                 | نقاط               |
| غيم رانكينغز                                                            | 74% (PS) 77% (SAT) |

| اكس مان ضد ستريت فايتر                                                  |                    |
| ----------------------------------------------------------------------- | ------------------ |
| مجموع النقاط المجموع نقاط غيم رانكينغز 64% (PS) [ 95 ] 82% (SAT) [ 96 ] |                    |
| مجموع النقاط                                                            |                    |
| المجموع                                                                 | نقاط               |
| غيم رانكينغز                                                            | 64% (PS) 82% (SAT) |

تلقت سلسلة مارفل ضد كابكوم مراجعات تتراوح من المتوسط إلى الإيجابي من النقاد. وفقًا لرئيس كابكوم ومدير العمليات هاروهيرو تسوجيموتو (Haruhiro Tsujimoto)، فقد تمتعت الألعاب بجاذبية واسعة، خاصة في الأسواق خارج اليابان. اعتبارا من يونيو 2020، تم بيع 9.6 مليون وحدة من السلسلة، مما يجعلها سابع أفضل امتياز مبيعًا لشركة كابكوم.
نالت أول ثلاثة سلائل للعبة إشادة على أسلوب اللعب، والذوق البصري، وقوائم الشخصيات القابلة للعب، وجودة الرسوم المتحركة. كما تم الإشادة بأجهزة دريم كاست وسيغا ساتورن للألعاب لأدائهما الفني، حيث تطابق إمكانات إصدارات أركيد. على العكس من ذلك، تم انتقاد بلاي ستايشن بسبب إزالتها لمعارك فريق العلامات والانخفاض الملحوظ في معدل الإطارات وجودة الرسوم المتحركة، وهي تغييرات نشأت عن قيود ذاكرة الوصول العشوائي لوحدة التحكم.
تلقّت لعبة مارفل ضد كابكوم 2: عصر الأبطال الجديد إشادة مماثلة، مع إيلاء اهتمام خاص للطاقم الكبير وإضافة ثلاثة على ثلاثة قتال. تم انتقاد أجهزة دريم كاست وبلاي ستيشن 2 وإكس بوكس بسبب افتقارها إلى دعم متعدد اللاعبين عبر الإنترنت خارج اليابان. تمت معالجة هذه المخاوف من خلال إصدارات أجهزة بلاي ستيشن 3 وإكس بوكس 360، والتي أثنى عليها المراجعون لتجربتهم السلسة عبر الإنترنت. كان المصدر الشائع للشكاوى هو الموسيقى التصويرية المستوحاة من موسيقى الجاز، والتي اعتبرها النقاد في غير محلها.
بالإضافة إلى تنوع شخصياتها وعرضها المرئي، حصت لعبة مارفل ضد كابكوم 3: مصير عالمين، على الثناء لتبسيط آليات القتال ونظام التحكم في السلسلة، مما جعلها في متناول اللاعبين الجدد في ألعاب القتال. تمت الإشادة بإضافات لعبة ألتيميت مارفل ضد كابكوم إلى قائمة الشخصيات، وتعديلات اللعب، وتحسين الوظائف عبر الإنترنت. ومع ذلك، تم انتقاد كلتا اللعبتين بسبب افتقارهما إلى أوضاع اللعب ومحتوى اللاعب الفردي. تمت الإشادة بلعبة مارفل ضد كابكوم: أوريجينز على حفاظها على تكامل إصدارات أركيد الأصلية وإضافتها اللعب المتعدد عبر الإنترنت والتحديات الديناميكية؛ ومع ذلك، في ظل وفاءهم بإصدارات الأركيد، انتقد بعض المراجعين الألعاب بسبب أسلوب لعبها الذي عفا عليه الزمن ومُقاتليها غير المتوازنة. تلّقت لعبة مارفل ضد كابكوم: إنفنت ملاحظات متباينة إلى إيجابية، حيث أشاد النقاد بتطبيقها لآليات اللعب الجديدة، مثل نظام الـ (combo) وإضافة الأحجار اللامتناهية الست. من ناحية أخرى، تعرضت اللعبة لانتقادات بسبب عرضها، لا سيما اتجاهها الفني، وقائمة الشخصيات الخاصة بها.
في عام 2012، صنّفت مجلة (Complex Networks) مارفل ضد كابكوم في المرتبة 37 في قائمة أفضل ألعاب الفيديو.

## روابط خارجية
- Marvel vs. Capcom على موقع القائمة القاتلة لألعاب الفيديو - Arcade version